# 南鳩ヶ谷駅
南鳩ヶ谷駅（みなみはとがやえき）は、埼玉県川口市南鳩ヶ谷五丁目にある、埼玉高速鉄道埼玉高速鉄道線（埼玉スタジアム線）の駅である。駅番号はSR 21。

## 歴史
- 2001年（平成13年）3月28日 - 開業。
- 2007年（平成19年）3月18日 - ICカード「PASMO」の利用が可能となる[1]。
- 2011年（平成23年）10月11日 - 旧・鳩ヶ谷市の川口市への編入合併により、川口市所在の駅となる。同時に駅所在地の町名が「南」から「南鳩ヶ谷」に改称される。
- 2016年（平成28年）5月21日 - 副駅名「川口オートレース場　最寄駅」を設定[2][3]。

## 駅構造
島式ホーム1面2線の地下駅。保安用にホームドアシステムを装備する。
地下1階が改札階、地下2階がホーム階となっている。ステーションカラーは   藍色。
出口は2か所あり、国道122号を挟んで東側が1番出口、西側が2番出口である。2番出口に地上と結ぶエレベーターが設置されている。

### のりば
| 番線 | 路線           | 方向 | 行先         |
| ---- | -------------- | ---- | ------------ |
| 1    | 埼玉高速鉄道線 | 下り | 浦和美園方面 |
| 2    | 埼玉高速鉄道線 | 上り | 赤羽岩淵方面 |

（出典：埼玉高速鉄道:駅構内図）

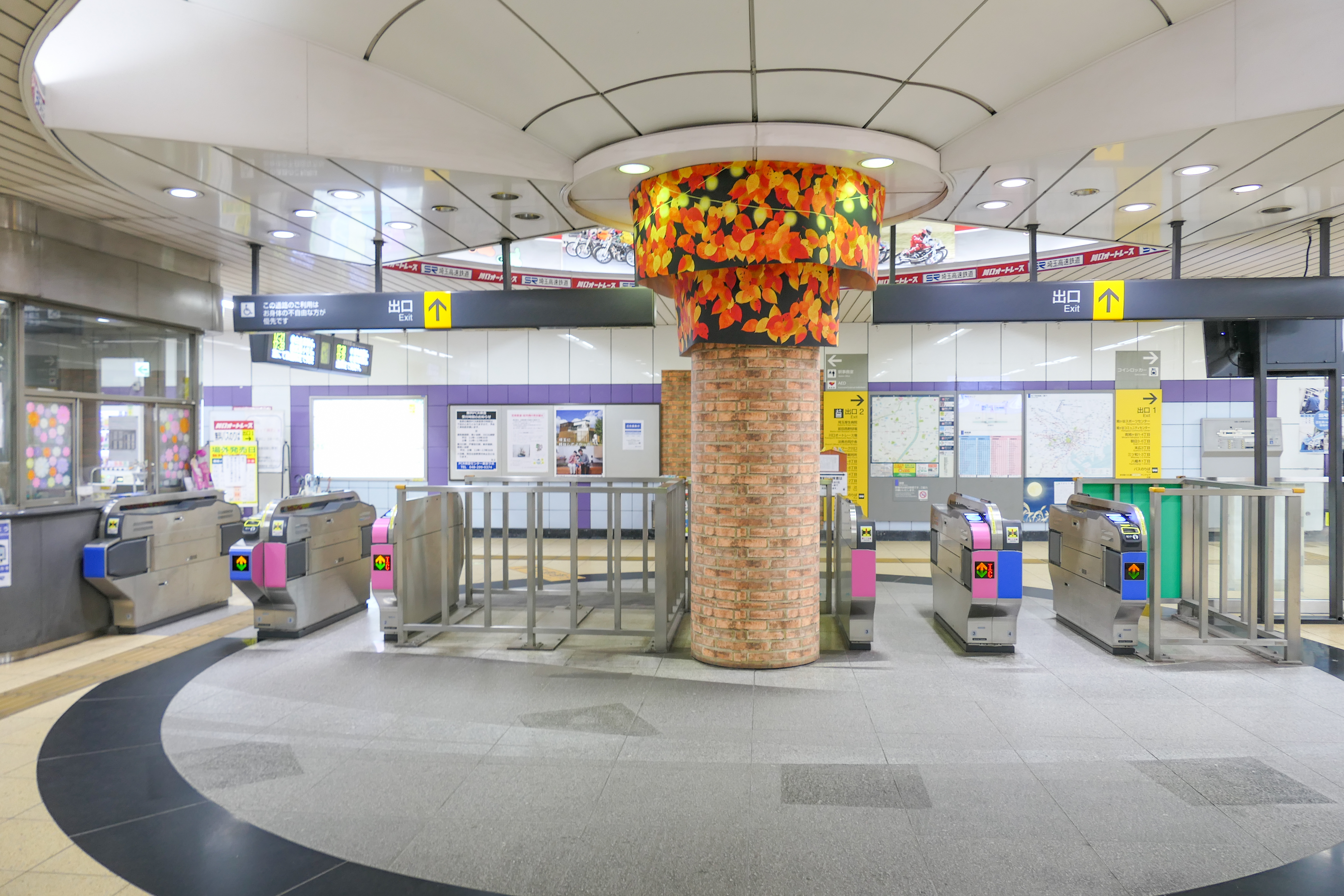
改札口（2022年12月）
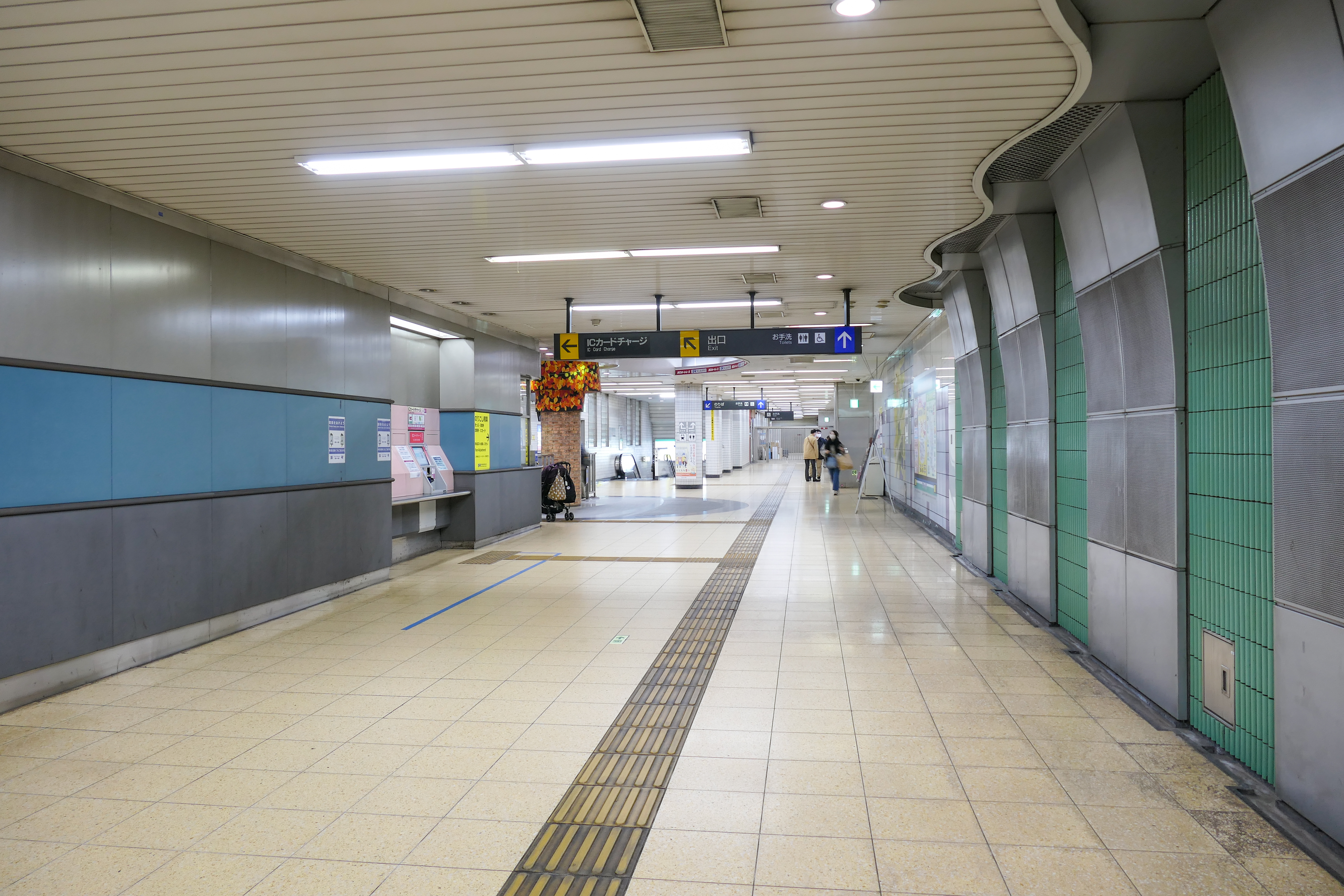
構内コンコース（2022年12月）
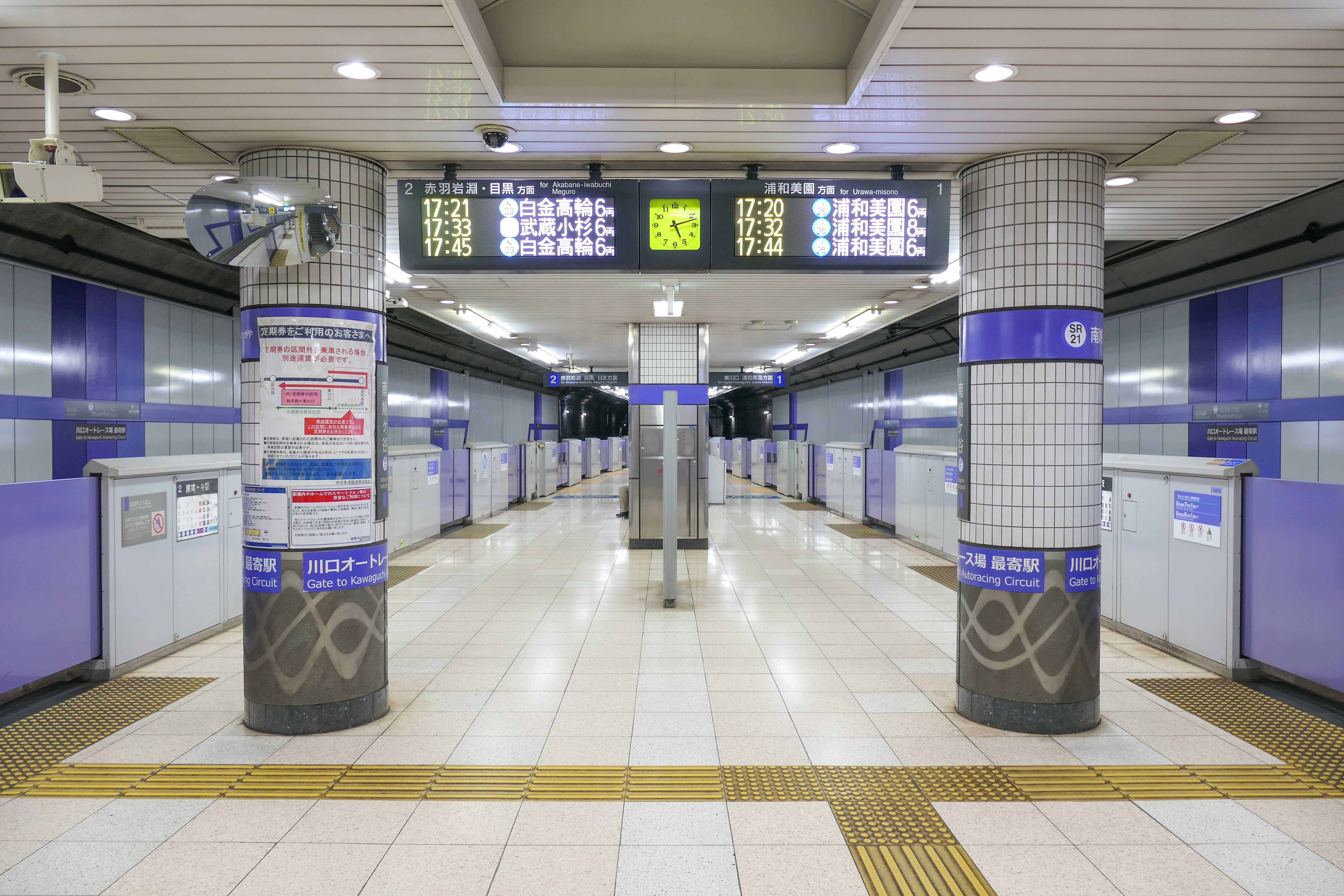
ホーム（2022年12月）

## 利用状況
2024年度の1日平均乗車人員は8,511人である。新井宿駅に次いで2番目に利用者が少ない。
開業以降の1日平均乗車人員の推移は下表のとおりである。
| 年度               | 1日平均 乗車人員 | 出典     |
| ------------------ | ---------------- | -------- |
| 2001年（平成13年） | 3,207            | [ * 1 ]  |
| 2002年（平成14年） | 3,940            | [ * 2 ]  |
| 2003年（平成15年） | 4,264            | [ * 3 ]  |
| 2004年（平成16年） | 4,630            | [ * 4 ]  |
| 2005年（平成17年） | 5,069            | [ * 5 ]  |
| 2006年（平成18年） | 5,291            | [ * 6 ]  |
| 2007年（平成19年） | 5,410            | [ * 7 ]  |
| 2008年（平成20年） | 5,650            | [ * 8 ]  |
| 2009年（平成21年） | 5,600            | [ * 9 ]  |
| 2010年（平成22年） | 5,720            | [ * 10 ] |
| 2011年（平成23年） | 5,728            | [ * 11 ] |
| 2012年（平成24年） | 6,010            | [ * 12 ] |
| 2013年（平成25年） | 6,389            | [ * 13 ] |
| 2014年（平成26年） | 6,668            | [ * 14 ] |
| 2015年（平成27年） | 7,004            | [ * 15 ] |
| 2016年（平成28年） | 7,340            | [ * 16 ] |
| 2017年（平成29年） | 7,738            | [ * 17 ] |
| 2018年（平成30年） | 8,065            | [ * 18 ] |
| 2019年（令和元年） | 8,333            | [ * 19 ] |
| 2020年（令和02年） | 6,624            | [ * 20 ] |
| 2021年（令和03年） | 6,866            |          |
| 2022年（令和04年） | 7,572            |          |
| 2023年（令和05年） | 8,131            |          |
| 2024年（令和06年） | 8,511            |          |

## 駅周辺
1番出口側に駅前広場が設けられている。
- 国道122号（岩槻街道）
- greens（グリーンズ） スーパー
- 川口朝日二郵便局
- 実正寺
- 十二所神社
- 川口オートレース場：副駅名に採用されている
- 埼玉厚生病院

## 路線バス
| 乗り場         | 乗り場 | 系統                      | 主要経由地                                    | 行先                        | 運行事業者                              | 備考                               |
| -------------- | ------ | ------------------------- | --------------------------------------------- | --------------------------- | --------------------------------------- | ---------------------------------- |
| 南鳩ヶ谷駅     | 1      | 赤20、赤20-2              | 鳩ヶ谷庁舎・桜町2丁目・新井宿駅               | 川口市立医療センター        | 国際興業                                |                                    |
| 南鳩ヶ谷駅     | 1      | 赤21                      | 鳩ヶ谷庁舎・桜町2丁目                         | 鳩ヶ谷公団住宅              | 国際興業                                | 深夜バス有(平日・土曜)             |
| 南鳩ヶ谷駅     | 1      | 川07                      | 八幡木中学校入口                              | サンテピア                  | 国際興業                                | 深夜バス有(平日23：23発、23：40発) |
| 南鳩ヶ谷駅     | 2      | 赤20,赤21                 | 川口元郷駅・荒川大橋・赤羽岩淵駅              | 赤羽駅東口                  | 国際興業                                |                                    |
| 南鳩ヶ谷駅     | 2      | 川07                      | 青木橋                                        | 川口駅東口                  | 国際興業                                |                                    |
| 南鳩ヶ谷駅入口 | 1      | 西川05                    | 朝日5丁目南・南鳩ヶ谷駅入口・オートレース場前 | 朝日5丁目循環：西川口駅東口 | 国際興業                                |                                    |
| 南鳩ヶ谷駅入口 | 1      | 西川05-2                  | 朝日5丁目南                                   | 朝日5丁目                   | 国際興業                                |                                    |
| 南鳩ヶ谷駅入口 | 1      | 川07                      | 八幡木中学校入口                              | サンテピア                  | 国際興業                                | 深夜バス有(平日23：25発、23：42発) |
| 南鳩ヶ谷駅入口 | 2      | 西川05,西川05-3           | オートレース場前                              | 西川口駅東口                | 国際興業                                |                                    |
| 南鳩ヶ谷駅入口 | 2      | 川07                      | 青木橋                                        | 川口駅東口                  | 国際興業                                |                                    |
| 中居           | 10     | 川口01 （川口・鳩ヶ谷線） | 鳩ヶ谷庁舎                                    | 鳩ヶ谷駅東口                | 川口市コミュニティバス みんななかまバス | 運行日：平日・土曜                 |
| 中居           | 11     | 川口01 （川口・鳩ヶ谷線） | 市役所前・リボンシティ                        | 川口駅西口                  | 川口市コミュニティバス みんななかまバス | 運行日：平日・土曜                 |

- 川口市コミュニティバス みんななかまバスの運行は国際興業バス
- 国際興業の赤20,赤20-2,赤21は鳩ヶ谷営業所管轄で、それ以外はすべて川口営業所管轄である。
- 南鳩ヶ谷駅： 国道122号沿い
- 南鳩ヶ谷駅入口： 東口から約100m
- 中居：2番出口から約200m。西川05,西川05-2,西川05-3系統も停車

## 隣の駅
埼玉高速鉄道
 埼玉高速鉄道線
川口元郷駅 (SR 20) - 南鳩ヶ谷駅 (SR 21) - 鳩ヶ谷駅 (SR 22)